# AIR COMMUNICATION
「AIR COMMUNICATION」（エアー・コミュニケーション）は、Little Seraphの1作目のシングル。2000年11月24日、Wonder-Factoryより発売された。

## 概要
- 声優の丹下桜の別名義、Little Seraphのデビュー曲。
- WONDER-NETでの通信販売の他、ヤマギワソフト等一部CDショップでも販売された。
- WONDER-NET会員に限定配布されたシングル「AIR COMMUNICATION -Nature Mix-」が存在する。
- 現在は発売休止となっている。

## 収録曲
1. AIR COMMUNICATION [5:19]
作詞：Little Seraph、作曲：相川夏希、編曲：吉田潔
2. NEAR LOVE [4:18]
作詞：Little Seraph、作曲：相川夏希、編曲：吉田潔
3. 暁の天使 [5:52]
作詞：Little Seraph、作曲：吉田潔・相川夏希、編曲：吉田潔

## 収録作品
アルバム
- オリジナルアルバム『WONDER-MUSEUM』（2001年10月5日発売）
  - AIR COMMUNICATION -Nature mix-
  - NEAR LOVE
  - 暁の天使